# Новый Тевриз
Но́вый Теври́з — село в России, расположено в Каргасокском районе Томской области. Входит в Средневасюганское сельское поселение.

## География
Село расположено на правом берегу Васюгана, в 190 км от районного центра села Каргасок.

## История
Село было основано ссыльными из Тевризского района Омской области, которые и дали ему название.
До 2012 года было центром Тевризского сельского поселения. С 2012 г. вошло в состав Средневасюганского сельского поселения. 

## Население
| 2002 | 2010 | 2012 | 2013 | 2014 | 2015 | 2021 |
| ---- | ---- | ---- | ---- | ---- | ---- | ---- |
| 369  | ↘226 | ↘214 | ↘211 | ↘206 | ↘203 | ↘65  |